# Dinghu
Dinghu léase Ding-Ju (en chino simplificado, 鼎湖区; pinyin, Dǐnghú qū "lago Ding")  es un distrito urbano bajo la administración directa de la ciudad-prefectura de Zhaoqing. Se ubica al este de la provincia de Cantón, en el sur de la República Popular China. Su área es de 552 km² y su población total para 2018 fue cerca a los 200 mil habitantes.
En este distrito se encuentra las Montañas Dinghu, una de las cuatro montañas sagradas de China, localizadas en la cordillera Dayunwu.

## Administración
El distrito urbano de Dinghu se divide en 7 pueblos que se administran en 3 subdistritos y 4 poblados.